# Kurt Thieme

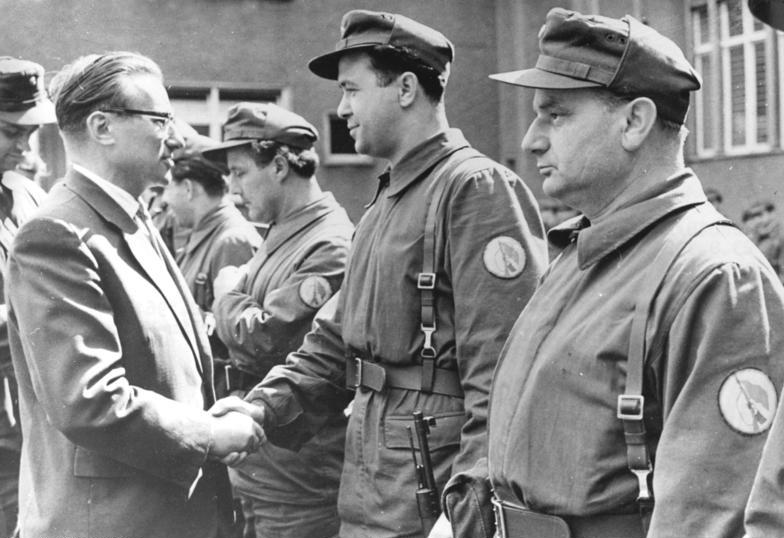
Kurt Thieme, Erster Sekretär der SED-Kreisleitung Berlin-Mitte, besucht eine Kampfgruppeneinheit während ihres Einsatzes beim Bau der Berliner Mauer.

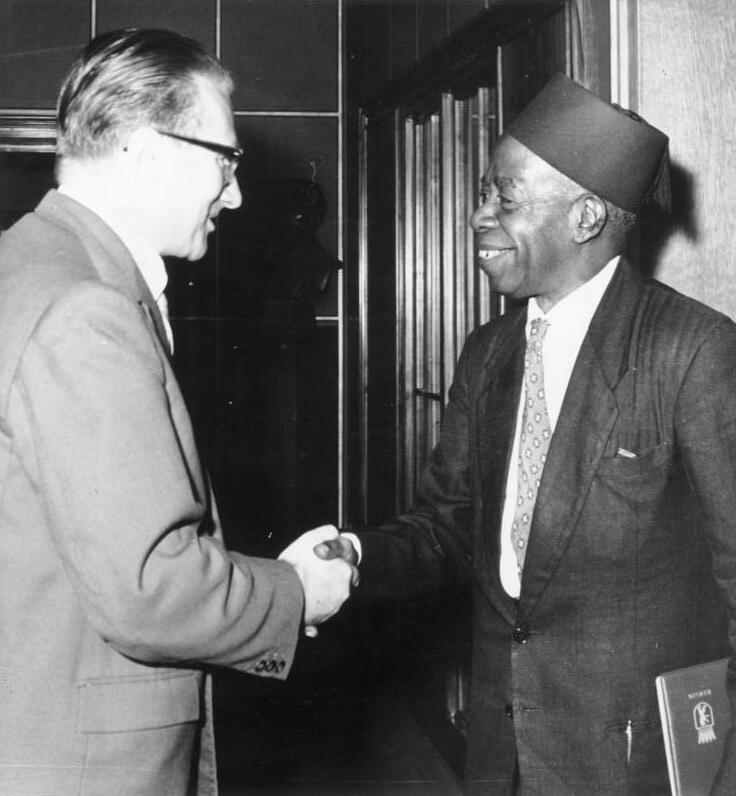
Der Ständige Vertreter des OB von Berlin, Kurt Thieme, begrüßt Mtoro Rehani, Vizepräsident der Afro-Shirazi Party und Mitglied einer Regierungsdelegation aus Sansibar (Oktober 1964).

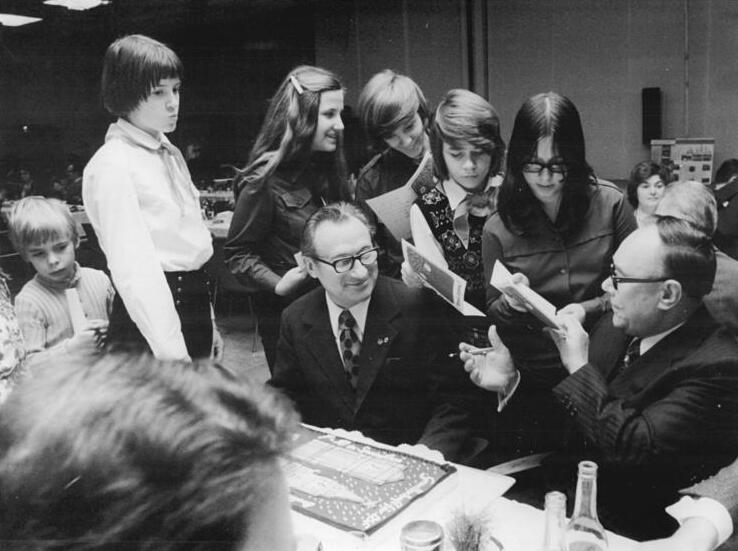
Zum Neujahrsfest 1975, das im Interhotel Stadt Berlin stattfand, trafen sich der Botschafter der UdSSR in der DDR, Michail T. Jefremow (rechts) und der Generalsekretär der DSF, Kurt Thieme (links).

Kurt Thieme (* 6. August 1922 in Berlin) ist ein ehemaliger deutscher Politiker (SED) und Funktionär. Er war Abgeordneter der Volkskammer und Generalsekretär der Gesellschaft für Deutsch-Sowjetische Freundschaft (DSF).

## Leben
Thieme, Sohn eines Maurers, besuchte die Volksschule und lernte von 1937 bis 1939 ebenfalls den Beruf des Maurers. Bis 1941 war er in diesem Beruf tätig, dann wurde er zum Reichsarbeitsdienst und 1942 zum Kriegsdienst bei der Wehrmacht eingezogen. Er geriet 1945 in sowjetische Kriegsgefangenschaft. Von Dezember 1948 bis März 1949 besuchte er eine Antifa-Schule. Thieme kehrte erst im November 1949 nach Berlin zurück.
1949/1950 war er als technischer Sekretär im Bezirksamt Berlin-Lichtenberg tätig. 1950 trat er der SED bei. Er war von 1950 bis 1951 Vorsitzender des Kreisvorstandes Berlin-Lichtenberg der IG Bau-Holz und Mitarbeiter der SED-Landesleitung Berlin. 1952/1953 war er Erster Sekretär der SED-Kreisleitung Berlin-Lichtenberg. Von 1952 bis 1969 war er Mitglied der SED-Bezirksleitung Berlin. Von 1953 bis 1960 war er auch Abgeordneter des Rats des Stadtbezirks Friedrichshain. 1953/1954 studierte er an der Parteihochschule der KPdSU in Moskau. Anschließend war er von 1954 bis April 1960 Erster Sekretär der SED-Kreisleitung Berlin-Friedrichshain, von Mai 1960 bis 1963 Erster Sekretär der SED-Kreisleitung Berlin-Mitte. Von November 1963 bis 1967 hatte er das Amt des Ständigen Vertreters des Oberbürgermeisters von (Groß-)Berlin inne (Nachfolger von Waldemar Schmidt).
Von 1958 bis 1986 war Thieme Kandidat des ZK der SED und von 1963 bis 1981 Abgeordneter der Volkskammer der DDR.
Von 1967 bis 1982 wirkte er als Vorsitzender des Sekretariats bzw. Generalsekretär des DSF-Zentralvorstandes und gehörte von 1968 bis 1972 als Mitglied dem Präsidium der Liga für Völkerfreundschaft an. Von 1983 bis 1987 war er Direktor des Kultur- und Informationszentrums der DDR in der Volksrepublik Bulgarien. 1987 ging Thieme in den Ruhestand.

## Schriften (Auswahl)
- Unser Bündnis mit der Sowjetunion und unser gegenwärtiger Kampf gegen Antikommunismus und Antisowjetismus. DSF, Berlin 1970.
- Die Sowjetunion – das fortschrittlichste Land und die stärkste Macht der Welt. DSF, Berlin 1971.
- Die gegenwärtigen Aufgaben der Gesellschaft für deutsch-sowjetische Freundschaft bei der weiteren Vorbereitung des 50. Jahrestages der UdSSR. DSF, Berlin 1972.
- Die Aufgaben der Kreis- und Bezirksdelegiertenkonferenzen zur weiteren Vorbereitung des 10. Kongresses der Gesellschaft für Deutsch-Sowjetische Freundschaft. Zentralvorstand der DSF, Berlin 1974.
- Freundschaft, Brüderlichkeit. Vom Werden und Wachsen der deutsch-sowjetischen Freundschaft. Zentralvorstand der DSF, Berlin 1975.
- Die Arbeit der Gesellschaft für Deutsch-Sowjetische Freundschaft im Jahr der 60. Wiederkehr der Großen Sozialistischen Oktoberrevolution. Zentralvorstand der DSF, Berlin 1977.

## Auszeichnungen
- Vaterländischer Verdienstorden in Bronze (1959), in Silber (1964) und in Gold (1979)
- Ehrennadel der Gesellschaft für Deutsch-Sowjetische Freundschaft in Gold (1961)[1]
- Ehrenspange zum Vaterländischen Verdienstorden in Gold (1982)
- Banner der Arbeit (1969)